# 777 - Cosmosophy
777 - Cosmosophy è il decimo album in studio del gruppo musicale Blut Aus Nord, pubblicato il 2012 dalla Debemur Morti Productions.

## Tracce
1. "Epitome XIV" - 8:55
2. "Epitome XV" - 6:14
3. "Epitome XVI" - 10:18
4. "Epitome XVII" - 9:27
5. "Epitome XVIII" - 11:01

## Formazione
- Vindsval - voce, strumenti